# 白石和彌
白石 和彌（しらいし かずや、1974年12月17日 - ）は、日本の映画監督。北海道旭川市出身。マネージメントは有限会社フラミンゴ（映画）。既婚。

## 略歴
北海道旭川西高等学校卒業。高校ではサッカー部に在籍した。札幌市の映像技術系専門学校を卒業するも仕事が見つからずに上京。1995年、中村幻児監督主催の映像塾に3期生として参加。 以後、若松孝二監督に師事し、フリーの演出部として行定勲、犬童一心監督などの様々な作品に参加。2009年、『ロストパラダイス・イン・トーキョー』が長編デビュー作。
2017年、『彼女がその名を知らない鳥たち』でブルーリボン賞監督賞に輝くと、2018年にも『孤狼の血』、『止められるか、俺たちを』、『サニー/32』で同賞を受賞し、2年連続の受賞は今井正、市川崑に続く3人目の快挙となった。『止められるか、俺たちを』では2012年に亡くなった師匠の若松孝二が設立した若松プロダクションを題材に若松プロの映画に出演してきた俳優たちとともに青春群像劇を作り上げた。
2018年以降、監督作品を年3本以上公開するなど、多作ぶりをみせている。

## 人物
アウトローの世界を描いた作品を得意とし、2013年に凶悪殺人事件を題材とした映画『凶悪』で数々の映画賞を受賞し映画監督として注目を集める存在となる。
影響を受けた作品にブロックバスタームービー（大作映画）、中学生で観た日活ロマンポルノ、『仁義なき戦い』などを挙げている。
監督作品の中にたびたび「鮫のエキス」というアイテムが登場するが、これは師匠若松孝二が映画を撮れなかった時期に生計を立てるために輸入して失敗した商品であり、師へのオマージュである。また、ヒーローと考えている登場人物には痰を吐かせるという定番の演出がある。
旭川西高校の1学年下の後輩である音尾琢真は、『日本で一番悪い奴ら』以降、多くの作品に出演しており、白石組の常連俳優である。

## 監督作品

### 映画
- ロストパラダイス・イン・トーキョー（2010年） - 兼 共同脚本
- 凶悪（2013年） - 兼 共同脚本
- 日本で一番悪い奴ら（2016年）
- 牝猫たち（2016年） - 兼脚本
- 彼女がその名を知らない鳥たち（2017年）
- サニー/32（2018年）
- 孤狼の血（2018年）
- 止められるか、俺たちを（2018年）
- 麻雀放浪記2020（2019年） - 兼 共同脚本
- 凪待ち（2019年）
- ひとよ（一夜）（2019年）[12]
- 孤狼の血 LEVEL2（2021年)
- 死刑にいたる病（2022年）
- 碁盤斬り（2024年）
- 十一人の賊軍（2024年）

### テレビドラマ
- 0号室の客 First Story 「憧れの男」（2009年10月23日 - 11月13日、フジテレビ）
- 人間昆虫記（2011年7月31日 - 9月11日、WOWOW） - 第1・2・5・6・7話担当
- 怪奇恋愛作戦 第5話・第6話（2015年2月7日・14日、テレビ東京）
- フルーツ宅配便 （2019年1月12日 - 3月30日、テレビ東京） - 第1・2・3・10・11・12話担当

### 配信ドラマ
- 女子の事件は大抵、トイレで起こるのだ。（2015年、dTV）
- 火花（2016年、Netflix）
- 仮面ライダーBLACK SUN（2022年、Amazon Prime Video）[13][14]
- 極悪女王（2024年、Netflix）- 総監督・監督[15][16]

### その他
- 映画「EAT&RUN」（2001年） - 助監督
- ショートム—ビー「join」（2007年）- 脚本も担当
- PV「乃木坂46 齋藤飛鳥&橋本奈々未 『あなたがキライ』」（2015年）- 脚本も担当
- ミュージックフィルム「星屑スキャット 『新宿シャンソン』」(2018年)
- 映画「悪と仮面のルール」（2017年）- 脚本開発協力※登米裕一と共同で担当
- 映画「渇水」（2023年）- 企画プロデュース

## 受賞歴
- 2013年度
  - 第5回TAMA映画賞 最優秀新進監督賞（『凶悪』）[17]
  - 第38回報知映画賞 監督賞（『凶悪』）[18]
  - 新藤兼人賞2013 金賞（『凶悪』）[19]
  - 第35回ヨコハマ映画祭 森田芳光メモリアル新人監督賞（『凶悪』）[20]
  - 第37回日本アカデミー賞 優秀監督賞、優秀脚本賞（『凶悪』）[21]
  - 第23回日本映画批評家大賞 新人監督賞（『凶悪』）[22][23]
- 2017年度
  - 第42回トロント国際映画祭 コンテンポラリー・ワールド・シネマ部門出品（『彼女がその名を知らない鳥たち』）[24]
  - 第39回ヨコハマ映画祭 監督賞（『彼女がその名を知らない鳥たち』）[25]
  - 第60回ブルーリボン賞 監督賞（『彼女がその名を知らない鳥たち』）[26]
- 2018年度
  - 第31回日刊スポーツ映画大賞・石原裕次郎賞 監督賞（『孤狼の血』『サニー/32』『止められるか、俺たちを』）[27]
  - 第61回ブルーリボン賞 監督賞（『孤狼の血』『止められるか、俺たちを』『サニー/32』）[5]
  - 第42回日本アカデミー賞 優秀監督賞（『孤狼の血』）[28]
  - 第28回日本映画批評家大賞 監督賞（『孤狼の血』）[29]
- 2019年度
  - 第93回キネマ旬報ベスト・テン 日本映画監督賞（『ひとよ』『凪待ち』）[30]
  - 芸術選奨新人賞 映画部門（『凪待ち』ほか）[31][32]

## 出演

### テレビドラマ
- ペンション・恋は桃色（2020年、フジテレビ） - 本人 役（友情出演）

### 映画
- 劇場（2020年） - 本人 役
- シン・ウルトラマン（2022年） - 居酒屋の店主 役[33]
- 新幹線大爆破（2025年） - 作業員 役（カメオ出演）[34]

### 新聞
- 学生新聞[35]